# De Goede Herder ('s-Heerenberg)
De Goede Herder is een oorlogsmonument in 's-Heerenberg, aan de Stendermolen, in de Nederlandse gemeente Montferland en is geplaatst om de slachtoffers van de Tweede Wereldoorlog te herdenken. Het monument is samen met het Canadese kanon op de Bleek een van de twee oorlogsmonumenten in de plaats. Het beeld is onthuld op 12 december 1948 door kardinaal De Jong en is ontworpen door Herman van Remmen.

## Voorgeschiedenis
De Goede Herder is niet het eerste monument dat in 's-Heerenberg stond; vlak na de bevrijding werd er een tijdelijk monument opgericht op de Bleek, ter gelegenheid van de bevrijdingsfeesten. Dit monument was bedoeld voor de slachtoffers van de oorlog, maar in het bijzonder pastoor Johannes IJsbrands Galama (1885-1942) en kapelaan Marinus Adrianus van Rooijen (1897-1942). Vanwege hun afkeurende houding tegenover de bezetter werden zij in augustus 1941 gearresteerd, samen met kapelaan Reinier Hegge (1912-1976). De directe aanleiding hiervoor was een brief die zij verspreidden, waarin de bisschoppen protesteerden tegen Duitse maatregelen die de greep van de NSB op het dagelijkse leven versterkten. De drie geestelijken werden naar concentratiekampen gestuurd en Galama en Van Rooijen werden in 1942 in Dachau gedood. Hegge overleefde het wel en keerde na de oorlog terug naar Nederland. Na de oorlog werd dus het tijdelijke monument opgericht, mede geïnspireerd door deze gebeurtenissen, waarna al snel de behoefte vanuit de gemeenschap ontstond om een monument neer te zetten. Dit gebeurde en op 12 december 1948 werd het monument onthuld.

## Vormgeving
Het beeld is gemaakt van brons en bestaat uit een herder die zich ontfermt over een lam. De sokkel is van natuursteen en achter het beeld staat een gekromde gedenkmuur waarop de namen van plaatselijke oorlogsslachtoffers te zien zijn. Aan de linker- en rechterkant van het monument zijn portretten met onderschrift aangebracht ter nagedachtenis aan Galama en kapelaan van Rooijen. Aan de voorkant van het monument ligt een glazen gedenkplaat uit 1995 met de volgende inscriptie:  
NOOIT IS DIT VERLEDEN VOORBIJ
AAN HEN DIE WEG MOESTEN
OMDAT ZE ANDERS WAREN

## Herdenking
Met het oorlogsmonument worden vooral de burgerslachtoffers van de oorlog in 's-Heerenberg herdacht, onder wie bijvoorbeeld Joodse slachtoffers en de al eerder genoemde geestelijken die vermoord zijn.   